# Završje (Grožnjan)
Završje is een plaats in de gemeente Grožnjan in de Kroatische provincie Istrië. De plaats telt 59 inwoners (2001).

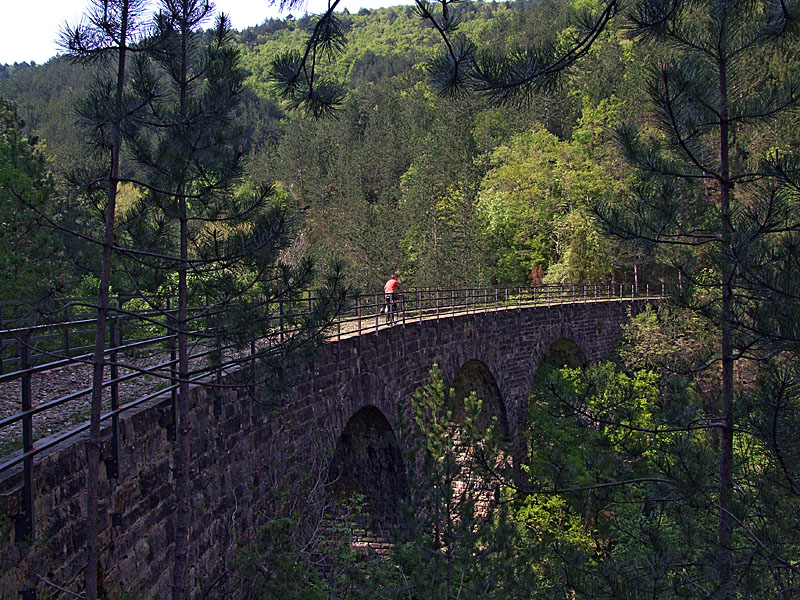
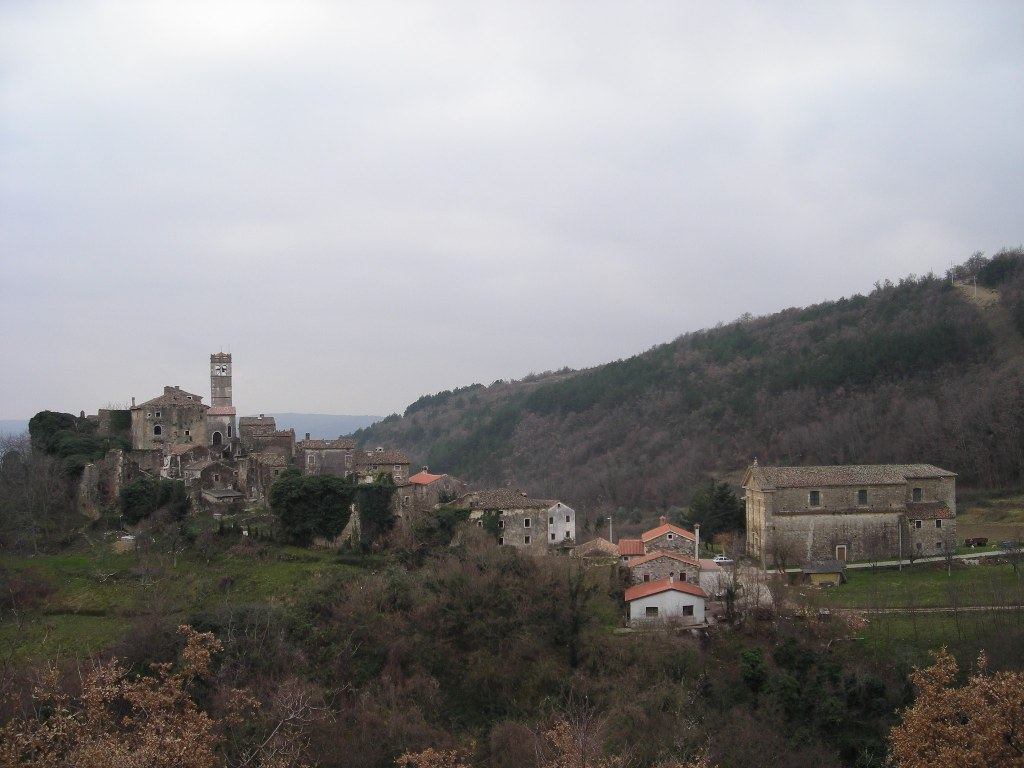